# World U-17 Hockey Challenge 2010
Die World U-17 Hockey Challenge 2010 war die 17. Austragung der World U-17 Hockey Challenge, einem Eishockeyturnier für Nachwuchs-Nationalmannschaften der Altersklasse U17. Vom 29. Dezember 2009 bis zum 4. Januar 2010 fand der Wettbewerb in Timmins, Kapuskasing, New Liskeard, Iroquois Falls, Cochrane und Kirkland Lake in der kanadischen Provinz Ontario statt. Die Goldmedaille gewann zum dritten Mal die Auswahl der Vereinigten Staaten, die sich im Finale gegen das Team Canada Ontario durchsetzte.

## Modus
Die zehn Teilnehmer wurden in zwei Gruppen mit je fünf Mannschaften eingeteilt. In der Gruppenphase spielte jedes Team einmal gegen alle anderen Gruppenteilnehmer und absolvierte somit vier Spiele. Die jeweiligen Gruppenersten und -zweiten qualifizierten sich für das Halbfinale, das ebenso wie das Finale als K.-o.-Spiel ausgetragen wurde.

## Gruppenphase

### Gruppe A
| 29. Dezember 2009 19:00 Uhr (Ortszeit) | Canada West Wilson Dumais (49:21) Zach Franko (54:58) | 2:4 (0:1, 0:2, 2:1) Spielbericht | Canada Québec Alex Filiatrault (9:42) Samuel Henley (25:00) Olivier Archambault (38:39) Jonathan Huberdeau (40:52) | Kapuskasing Sports Palace, Kapuskasing, Ontario |

| 29. Dezember 2009 19:30 Uhr | Finnland Heikki Liedes (2:37) Miikka Salomäki (3:06) Arttu Heikkinen (12:12) Joel Armia (17:18) Markus Granlund (31:35) | 5:3 (4:1, 1:2, 0:0) Spielbericht | Canada Ontario Alan Quine (10:15) Daniel Catenacci (21:40) Barclay Goodrow (24:55) | McIntyre Arena, Timmins, Ontario |

| 30. Dezember 2009 14:00 Uhr | Schweden Victor Rask (10:09) Mika Zibanejad (18:38) Jesper Danielsson (22:57) Mika Zibanejad (33:40) Rickard Rakell (44:47) Oscar Klefbom (45:11) | 6:4 (2:0, 2:0, 2:4) Spielbericht | Finnland Tomi Wilenius (43:40) Joel Armia (46:21) Santeri Arousva (48:42) Joel Armia (52:22) | New Liskeard Rec Centre, New Liskeard, Ontario |

| 30. Dezember 2009 19:00 Uhr | Canada Québec | 0:3 (0:0, 0:1, 0:2) Spielbericht | Canada Ontario Carter Sandlak (36:14) Matt Puempel (44:56) Boone Jenner (44:49) | McIntyre Arena, Timmins, Ontario Zuschauer: 1.379 |

| 31. Dezember 2009 14:00 Uhr | Finnland Joel Armia (13:30) Sami Salminen (29:33) Markus Granlund (51:13) | 3:6 (1:0, 1:2, 1:4) Spielbericht | Canada Québec Xavier Ouellet (27:10) Raphaël Bussières (33:11) Victor Provencher (43:31) Olivier Archambault (51:30) Olivier Archambault (53:30) Jean-François Leblanc (59:36) | McIntyre Arena, Timmins, Ontario Zuschauer: 1.093 |

| 31. Dezember 2009 19:00 Uhr | Canada West Todd Fiddler (26:44) Michael St. Croix (55:55) | 2:5 (0:0, 1:1, 1:4) Spielbericht | Schweden Mika Zibanejad (27:11) Joakim Ryan (43:10) Mika Zibanejad (45:04) Viktor Arvidsson (57:41) Karl Johansson (58:41) | McIntyre Arena, Timmins, Ontario Zuschauer: 849 |

| 1. Januar 2010 14:00 Uhr | Finnland Miikka Salomäki (15:56) Joel Armia (31:57) Heikki Liedes (44:14) Aleksi Rekonen (59:53) | 4:8 (1:3, 1:4, 2:1) Spielbericht | Canada West Wilson Dumais (12:00) Michael St. Croix (13:46) Todd Fiddler (14:00) Jordan Fransoo (24:33) Todd Fiddler (25:58) Austin Lewis (32:25) Wilson Dumais (38:10) Michael St. Croix (45:55) | Tim Horton Events Centre, Cochrane, Ontario |

| 1. Januar 2010 19:00 Uhr | Schweden | 0:5 (0:1, 0:3, 0:1) Spielbericht | Canada Ontario Barclay Goodrow (6:34) Lucas Lessio (25:33) Zack Mitchell (32:09) Matt Puempel (35:24) Daniel Catenacci (51:36) | McIntyre Arena, Timmins, Ontario |

| 2. Januar 2010 14:00 Uhr | Canada Québec Yannick Veilleux (41:54) Jonathan Huberdeau (30:51) Jean-François Leblanc (39:20) Penalty-Shootout: Jonathan Huberdeau Olivier Archambault Raphaël Bussières | 3:4 n. P. (0:3, 3:0, 0:0, 0:0, 0:1) Spielbericht | Schweden Mika Zibanejad (8:51) Rasmus Bengtsson (18:51) Max Görtz (19:24) Penalty-Shootout: Karl Johansson Victor Rask | Joe Mavrinac Com. Complex, Kirkland Lake, Ontario |

| 2. Januar 2010 19:00 Uhr | Canada Ontario Ben Thomson (12:56) Garrett Meurs (31:43) Garrett Meurs (36:45) Ryan Murphy (38:29) Ryan Strome (54:42) | 5:2 (1:1, 3:0, 1:1) Spielbericht | Canada West Boston Leier (11:06) Wilson Dumais (43:51) | McIntyre Arena, Timmins, Ontario |

| Pl. |                | Sp | S | OTS | OTN | N | Tore  | Punkte |
| 1.  | Canada Ontario | 4  | 3 | 0   | 0   | 1 | 16:07 | 9      |
| 2.  | Schweden       | 4  | 2 | 1   | 0   | 1 | 15:14 | 8      |
| 3.  | Canada Québec  | 4  | 2 | 0   | 1   | 1 | 13:12 | 7      |
| 4.  | Canada West    | 4  | 1 | 0   | 0   | 3 | 14:18 | 3      |
| 5.  | Finnland       | 4  | 1 | 0   | 0   | 3 | 16:23 | 3      |

Abkürzungen: Pl. = Platz, Sp = Spiele, S = Siege, OTS = Siege nach Verlängerung oder Penaltyschießen, OTN = Niederlagen nach Verlängerung oder Penaltyschießen, N = Niederlagen

Erläuterungen: Qualifikant für das Halbfinale

### Gruppe B
| 29. Dezember 2009 14:00 Uhr (Ortszeit) | Canada Atlantic | 0:7 (0:1, 0:3, 0:3) Spielbericht | Vereinigte Staaten Tyler Biggs (12:12) Rocco Grimaldi (20:23) Robbie Russo (36:59) J. T. Miller (38:47) Travis Boyd (40:47) Blake Pietila (45:12) Jordan Schmaltz (60:00) | McIntyre Arena, Timmins, Ontario |

| 29. Dezember 2009 14:00 Uhr | Canada Pacific Aaron Hadley(0:58) Ty Rattie (26:43) | 2:6 (1:0, 1:1, 0:5) Spielbericht | Russland Maxim Kasakow (31:59) Alexei Schamin (43:41) Alexander Chochlatschow (46:00) Michail Grigorenko (46:50) Alexei Schamin (47:49) Alexander Kuwajew (54:39) | Kapuskasing Sports Palace, Kapuskasing, Ontario |

| 30. Dezember 2009 14:00 Uhr | Canada Pacific Myles Bell (4:03) Brady Brassart (9:44) Mitch Holmberg (11:22) Aaron Hadley (17:49) Travis Ewanyk (27:49) Mark McNeill (39:05) Adam Lowry (41:44) Joey Kornelsen (43:49) Reece Scarlett (45:49) Myles Bell (56:05) | 10:4 (4:1, 2:1, 4:2) Spielbericht | Canada Atlantic Bruce Hornbrook (7:49) Darcy Ashley (32:47) Taylor Burke (49:18) Darcy Ashley (59:21) | McIntyre Arena, Timmins, Ontario Zuschauer: 926 |

| 30. Dezember 2009 19:00 Uhr | Vereinigte Staaten J. T. Miller (2:28) Rocco Grimaldi (24:00) Barrett Kaib (34:18) | 3:2 (1:1, 2:1, 0:0) Spielbericht | Tschechien Vojtěch Butor (6:04) Marek Hrbas (20:32) | New Liskeard Rec Centre, New Liskeard, Ontario |

| 31. Dezember 2009 14:00 Uhr | Canada Atlantic Ryan Tesink (5:18) Bryce Milson (34:05) Darcy Ashley (37:07) Bryce Milson (56:01) Brent Andrews (61:16) | 5:4 n. V. (1:1, 2:2, 1:1, 1:0) Spielbericht | Tschechien Marek Hrbas (19:51) Marek Hrbas (27:59) David Brezina (33:48) Václav Tomek (47:13) | Jus Jordan Sports Complex, Iroquois Falls, Ontario Zuschauer: 509 |

| 31. Dezember 2009 19:00 Uhr | Russland Maxim Kasakow (18:40) Maxim Schalunow (32:32) Maxim Kasakow (49:52) Alexander Chochlatschow (50:29) | 4:7 (1:0, 1:5, 2:2) Spielbericht | Vereinigte Staaten Tyler Biggs (23:16) Alexx Privitera (27:14) J. T. Miller (33:02) Dan Carlson (36:26) Robbie Russo (36:59) Robbie Russo (44:12) J. T. Miller (56:31) | Jus Jordan Sports Complex, Iroquois Falls, Ontario Zuschauer: 576 |

| 1. Januar 2010 14:00 Uhr | Canada Atlantic Brent Andrews (5:26) Bryce Milson (13:19) Brent Andrews (18:48) | 3:6 (3:1, 0:1, 0:4) Spielbericht | Russland Alexander Chochlatschow (2:54) Andrei Sigarew (32:08) Jegor Omeljanenko (49:32) Albert Jarullin (52:52) Michail Grigorenko (56:42) Michail Grigorenko (59:34) | McIntyre Arena, Timmins, Ontario Zuschauer: 938 |

| 1. Januar 2010 19:00 Uhr | Tschechien | 0:3 (0:1, 0:0, 0:2) Spielbericht | Canada Pacific Myles Bell (10:43) Colin Smith (53:52) Ryan Nugent-Hopkins (54:53) | Tim Horton Events Centre, Cochrane, Ontario |

| 2. Januar 2010 14:00 Uhr | Russland Andrei Sigarew (4:00) Anton Slobin (30:24) Alexander Chochlatschow (30:42) Alexei Schamin (41:56) Alexei Wassilewski (50:35) Andrei Sigarew (57:30) | 6:0 (1:0, 2:0, 3:0) Spielbericht | Tschechien | McIntyre Arena, Timmins, Ontario Zuschauer: 1.172 |

| 2. Januar 2010 19:00 Uhr | Vereinigte Staaten Adam Reid (35:32) Rocco Grimaldi (48:37) | 2:1 (0:1, 1:0, 1:0) Spielbericht | Canada Pacific Zach Hodder (9:33) | Joe Mavrinac Com. Complex, Kirkland Lake, Ontario |

| Pl. |                    | Sp | S | OTS | OTN | N | Tore  | Punkte |
| 1.  | Vereinigte Staaten | 4  | 4 | 0   | 0   | 0 | 19:07 | 12     |
| 2.  | Russland           | 4  | 3 | 0   | 0   | 1 | 22:12 | 9      |
| 3.  | Canada Pacific     | 4  | 2 | 0   | 0   | 2 | 16:12 | 6      |
| 4.  | Canada Atlantic    | 4  | 0 | 1   | 0   | 3 | 12:27 | 2      |
| 5.  | Tschechien         | 4  | 0 | 0   | 1   | 3 | 06:17 | 1      |

Abkürzungen: Pl. = Platz, Sp = Spiele, S = Siege, OTS = Siege nach Verlängerung oder Penaltyschießen, OTN = Niederlagen nach Verlängerung oder Penaltyschießen, N = Niederlagen

Erläuterungen: Qualifikant für das Halbfinale

## Platzierungsspiele

### Spiel um Platz 9
| 3. Januar 2010 11:00 Uhr (Ortszeit) | Tschechien Michal Švihálek (11:25) Aleš Kilna (34:49) Marek Hrbas (47:10) Lukáš Sedlák (47:28) Michal Švihálek (53:34) Tomáš Hyka (56:56) Michal Švihálek (59:23) | 7:5 (1:2, 1:1, 5:2) Spielbericht | Finnland Sami Salminen (2:44) Jesper Kokkonen (10:28) Sami Salminen (37:00) Aleksi Rekonen (48:52) Joonas Valkonen (56:29) | McIntyre Arena, Timmins, Ontario Zuschauer: 626 |

### Spiel um Platz 7
| 3. Januar 2010 15:00 Uhr | Canada Atlantic Brandon Boutilier (2:13) Michael Clarke (11:10) Ryan Tesink (34:53) Bruce Hornbrook (47:25) | 4:2 (2:0, 1:1, 1:1) Spielbericht | Canada West Zach Franko (20:39) Michael St. Croix (55:54) | Jus Jordan Sports Complex, Iroquois Falls, Ontario Zuschauer: 384 |

### Spiel um Platz 5
| 3. Januar 2010 15:00 Uhr | Canada Pacific Ty Rattie (8:50) Brock Balson (23:12) Reece Scarlett (25:24) Myles Bell (47:13) | 4:0 (1:0, 2:0, 1:0) Spielbericht | Canada Québec | McIntyre Arena, Timmins, Ontario Zuschauer: 938 |

## Finalrunde
|  | Halbfinale | Halbfinale         | Halbfinale |  |  | Finale | Finale             | Finale |
|  |            |                    |            |  |  |        |                    |        |
|  |            |                    |            |  |  |        |                    |        |
|  | A1         | Canada Ontario     | 6          |  |  |        |                    |        |
|  | B2         | Russland           | 4          |  |  |        |                    |        |
|  |            |                    |            |  |  | A1     | Canada Ontario     | 1      |
|  |            |                    |            |  |  | B1     | Vereinigte Staaten | 2      |
|  | B1         | Vereinigte Staaten | 6          |  |  |        |                    |        |
|  | A2         | Schweden           | 5          |  |  |        |                    |        |
|  |            |                    |            |  |  |        |                    |        |

### Halbfinale
| 3. Januar 2010 19:00 Uhr (Ortszeit) | Russland Konstantin Worschew (1:20) Anton Slobin (5:11) Alexei Schamin (48:24) Albert Jarullin (55:28) | 4:6 (2:2, 0:2, 2:2) Spielbericht | Canada Ontario Garrett Meurs (0:18) Brett Ritchie (10:55) Ryan Strome (26:35) Lucas Lessio (37:41) Garrett Meurs (40:48) Brett Ritchie (57:50) | McIntyre Arena, Timmins, Ontario Zuschauer: 1.530 |

| 3. Januar 2010 19:00 Uhr | Schweden Pontus Åberg (35:34) Karl Johansson (37:31) Emil Lundberg (51:02) Jonas Brodin (52:35) Viktor Arvidsson (56:45) | 5:6 n. V. (0:3, 2:1, 3:1, 0:1) Spielbericht | Vereinigte Staaten Reid Boucher (3:40) Ryan Haggerty (4:19) Tyler Biggs (6:16) Rocco Grimaldi (32:20) J. T. Miller (59:20) Reid Boucher (64:04) | Jus Jordan Sports Complex, Iroquois Falls, Ontario Zuschauer: 623 |

### Spiel um Platz 3
| 4. Januar 2010 15:00 Uhr | Schweden Pontus Åberg (8:51) Joachim Nermark (19:17) Jeremy Boyce-Rotevall (32:15) Johan Porsberger (35:28) Emil Lundberg (54:46) | 5:2 (2:0, 2:0, 1:2) Spielbericht | Russland Michail Grigorenko (56:18) Alexander Chochlatschow (59:59) | McIntyre Arena, Timmins, Ontario Zuschauer: 1.061 |

### Finale
| 4. Januar 2010 19:00 Uhr | Canada Ontario Daniel Catenacci (59:59) | 1:2 (0:0, 0:1, 1:1) Spielbericht | Vereinigte Staaten Tyler Biggs (21:51) Tyler Biggs (40:31) | McIntyre Arena, Timmins, Ontario Zuschauer: 1.797 |

### Sieger – Vereinigte Staaten
| Sieger der World U-17 Hockey Challenge 2010 Vereinigte Staaten | Torhüter: John Gibson, Matt McNeely Verteidiger: Joseph Fiala, Barrett Kaib, Jake McCabe, Michael Paliotta, Alexx Privitera, Robbie Russo, Andy Ryan, Jordan Schmaltz Angreifer: Cole Bardreau, Tyler Biggs, Reid Boucher, Travis Boyd, Dan Carlson, Rocco Grimaldi, Ryan Haggerty, Zac Larraza, J. T. Miller, Blake Pietila, Adam Reid, Austin Wuthrich Trainer: Ron Rolston |

## Beste Scorer
Abkürzungen: Sp = Spiele, T = Tore, V = Vorlagen, Pkt = Punkte, SM = Strafminuten; Fett: Bestwert
| Spieler                 | Team               | Sp | T | V  | Pkt | SM |
| ----------------------- | ------------------ | -- | - | -- | --- | -- |
| Rocco Grimaldi          | Vereinigte Staaten | 6  | 4 | 10 | 14  | 8  |
| Alexander Chochlatschow | Russland           | 6  | 5 | 8  | 13  | 4  |
| Michail Grigorenko      | Russland           | 6  | 4 | 6  | 10  | 10 |
| Anton Slobin            | Russland           | 6  | 2 | 8  | 10  | 10 |
| J. T. Miller            | Vereinigte Staaten | 6  | 5 | 4  | 9   | 28 |
| Mika Zibanejad          | Schweden           | 6  | 5 | 4  | 9   | 4  |
| Ty Rattie               | Canada Pacific     | 5  | 2 | 7  | 9   | 6  |
| Joel Armia              | Finnland           | 5  | 5 | 3  | 8   | 2  |
| Victor Rask             | Schweden           | 6  | 1 | 7  | 8   | 2  |
| Marek Hrbas             | Tschechien         | 5  | 4 | 3  | 7   | 0  |

Tyler Biggs (Vereinigte Staaten) erzielte ebenfalls fünf Treffer.

## Abschlussplatzierungen
| Pl. | Team               |
| --- | ------------------ |
| 1   | Vereinigte Staaten |
| 2   | Canada Ontario     |
| 3   | Schweden           |
| 4   | Russland           |
| 5   | Canada Pacific     |
| 6   | Canada Québec      |
| 7   | Canada Atlantic    |
| 8   | Canada West        |
| 9   | Tschechien         |
| 10  | Finnland           |

## All-Star Team
| Tournament All-Star Team |                                                       |
| Angriff:                 | Joel Armia – Rocco Grimaldi – Alexander Chochlatschow |
| Verteidigung:            | Ont. Scott Harrington – Pac. Reece Scarlett           |
| Tor:                     | Qué. Robin Gusse                                      |